# Bethesda Game Studios Austin
Bethesda Game Studios Austin LLC (anteriormente BattleCry Studios LLC ) es una desarrolladora de videojuegos estadounidense con sede en Austin, Texas .

## Historia
BattleCry Studios fue fundada el 3 de octubre de 2012, como subsidiaria de ZeniMax Media, encabezada por Rich Vogel como su presidente. Inicialmente, buscaba empleados con experiencia en microtransacciones y  videojuegos gratuitos. En noviembre de 2013, el estudio empleaba a 35 personas.
El 28 de mayo de 2014, BattleCry Studios anunció su primer juego, BattleCry. El 10 de septiembre de 2015, se informó que el estudio había despedido a una "parte sustancial" de su personal. El 7 de octubre de 2015, se detuvo el desarrollo de BattleCry para que el estudio trabajara en diferentes proyectos. Uno de los primeros proyectos del estudio después de la suspensión de BattleCry fue la modificación y reestructuración del Creation Engine de Bethesda (en conjunto con la compañía hermana id Software, utilizando netcode de Quake) para admitir la funcionalidad multijugador en anticipación del próximo Fallout 76 . En septiembre de 2017, Vogel anunció que había dejado BattleCry Studios en favor de Certain Affinity .
En marzo de 2018, el estudio pasó a llamarse Bethesda Game Studios Austin, lo que lo convierte en el tercer estudio bajo el nombre de Bethesda Game Studios dentro de Bethesda Softworks.
ZeniMax Media fue adquirida por Microsoft por 7 mil millones y medio de dólares en marzo de 2021 y pasó a formar parte de Xbox Game Studios.

## Juegos desarrollados
| Año  | Título     | Plataforma(s)                                               | Notas |
| ---- | ---------- | ----------------------------------------------------------- | --- |
| 2016 | Doom       | Microsoft Windows, Xbox One, PlayStation 4, Nintendo Switch | Se reemplazó Cierta Affinity para ayudar a id Software con el desarrollo de contenido multijugador posterior al lanzamiento. |
| 2018 | Fallout 76 | Microsoft Windows, Xbox One, PlayStation 4                  | Trabajo adicional en el juego.                                                                                               |